# Hippiecultuur

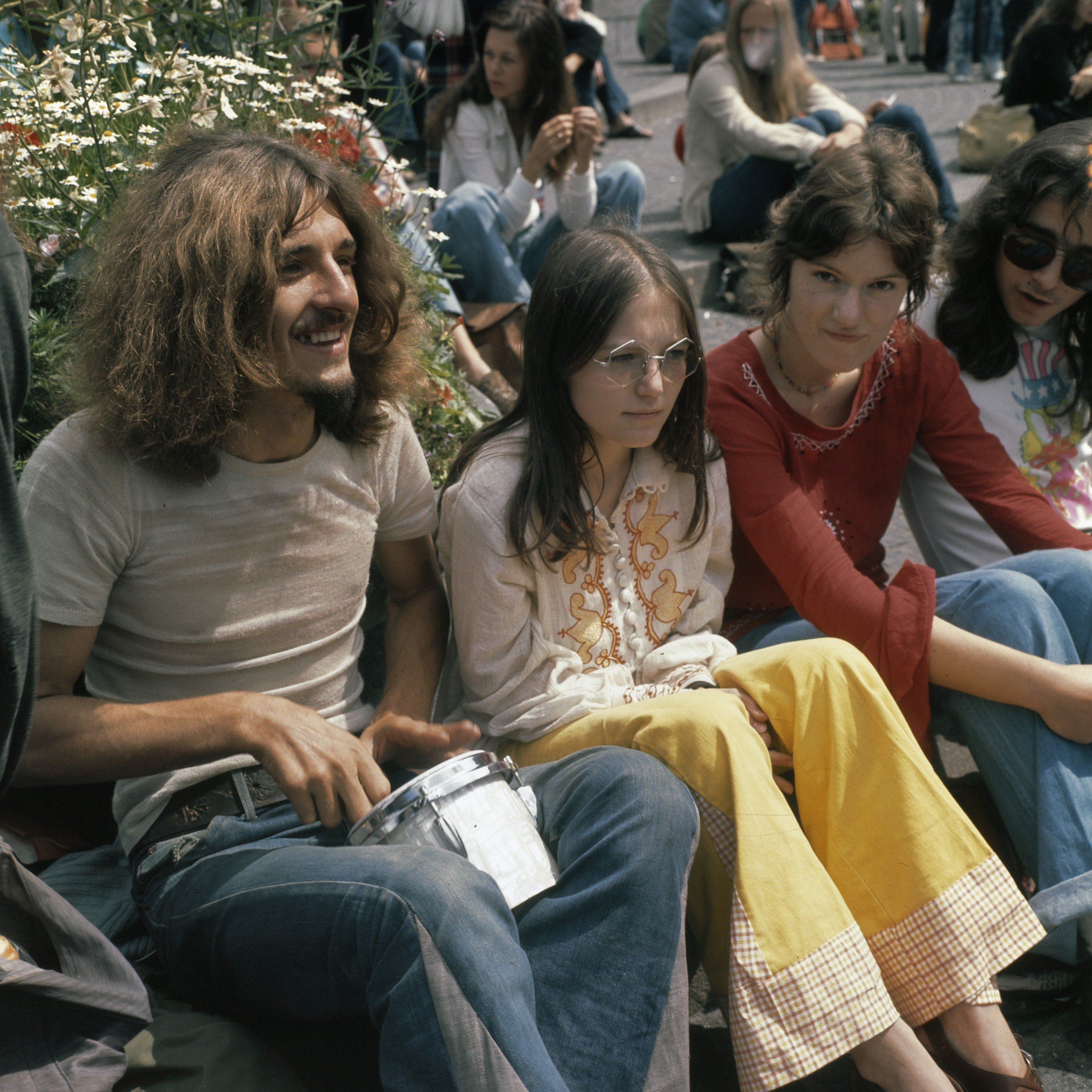
Hippies op de Dam in Amsterdam in de jaren zeventig.

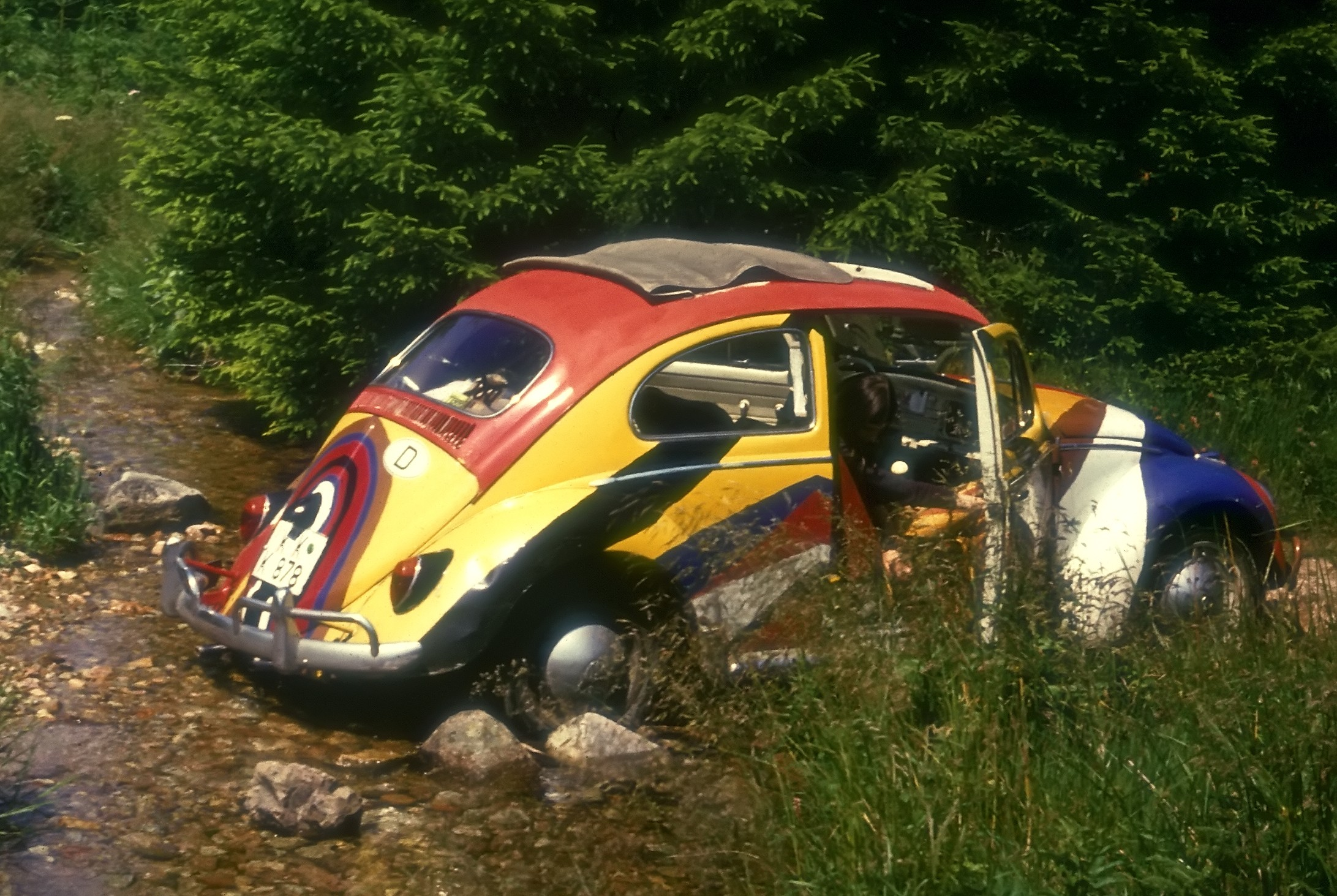
De Volkswagen Kever was de favoriete auto van de hippies. Een voorbeeld van autodecoratie door hippies in de jaren 70.

Hippiecultuur is een subcultuur onder jongeren in de tweede helft van de jaren zestig. Als jeugdcultuur en tegencultuur is deze subcultuur populair onder tieners en twens. 'Hippies' worden gezien als de "makers" van de flowerpowerbeweging en zijn daarom verbonden met de seksuele en de muzikale en sociale revolutie(s) van de jaren zestig en zeventig.

## Filosofie
Een woordvoerder van het eerste uur vatte het zo samen:

Een hippie is het 'etiket' voor een vooraanstaand, onzichtbaar, ondergronds, evolutionair proces. Voor elke zichtbare hippie, op blote voeten, vol met bloemen en kralen zijn er duizenden onzichtbare leden van de levendige ondergrondse. Het leven van personen die zijn gericht op de innerlijke visie, die buiten het alledaagse, komieke Amerikaanse leven vallen  - (vrij naar Timothy Leary in The Politics of Ecstasy uit 1967)

Hippies verzetten zich tegen de kapitalistische en materialistische maatschappij, die veel gebruikmaakt van technologie. Deze leidde volgens de hippies enerzijds tot onnatuurlijkheid, kunstmatigheid en milieuvervuiling. Anderzijds richten de mensen binnen deze maatschappij zich te veel op werk, geld, bezit, status, zekerheid en macht. Daarbij leiden burgerlijkheid en een overmaat aan regels en beperkingen tot onvrijheid, de onderdrukking van allerlei gevoelens en ideeën, en uiteindelijk tot geestelijke leegheid. Hippies verzetten zich ook tegen liefdeloosheid, oorlog, discriminatie en geweld.
Het verlangen van de hippies naar een andere samenleving uitte zich doorgaans niet in een confrontatie met anderen, noch in politieke actie met het doel om de hele maatschappij te veranderen. Vaker verliet men de burgermaatschappij (‘’drop out’’) om zelf anders te gaan leven, een tegencultuur te vestigen en op die wijze het goede voorbeeld te geven. Dat hippies anders waren, werd benadrukt door hun aparte uiterlijk. 
Het leven buiten de reguliere maatschappij vond soms plaats in een commune. Hierin was men gericht op goede communicatie, zorgzaamheid, en het delen van veel zaken met elkaar. Hierin kon men ook zijn ecologische idealen tot uitdrukking brengen door simpel, natuurlijk en zelfvoorzienend te leven. 
Liefde stond centraal, men was dus voor pacifisme, vrede en gelijkheid tussen rassen. De leefwijze van de hippie was gericht op vrijheid, spontaniteit, creativiteit en plezier. De vrijheid omvatte ook seksuele vrijheid, waarbij seksuele taboes (bijvoorbeeld op openbare naaktheid) werden doorbroken en de vrije liefde (ook buiten vaste relaties om) werd bedreven. 
De hippie probeerde zijn geest te verrijken en tot nieuwe inzichten te komen. Enerzijds via geestverruimende middelen (drugs), die werden gezien als een methode om het bewustzijn van mensen te verbeteren. Anderzijds ook met behulp van oosterse religie, mystiek en spiritualiteit.
De filosofie van de hippiecultuur is beschreven in boeken zoals The Greening of America van Charles A. Reich, en in meerdere boeken van Theodore Roszak.

## Imago
Hippies hadden bij de gevestigde maatschappij het imago van losbandige, seksbeluste, blowende jongeren, met lange haren en baarden en gekleed in felgekleurde kleding. Vooral T-shirts, spijkerbroeken en oosters getinte jassen en gewaden als kaftans, kralenkettingen, bloemen en andere versierselen worden met hen geassocieerd. Ze verplaatsten zich veelal in zogenaamde hippiebusjes, 'lelijke eendjes' of liftend van de ene happening of muziekfestival naar het andere. Maar dat beeld doet tekort aan deze tegencultuur, die ook veel nieuwe muziek, andere vormen van kunst en verfrissende nieuwe denkwijzen heeft voortgebracht. Er waren ook jongeren die qua haardracht op hippies leken, maar beslist niets te maken wilden hebben met de "halfzachte" hippiecultuur. Vaak waren deze jongeren politiek zeer geëngageerd en in politieke bewegingen  en actiegroepen. Kleding was ook veel soberder, een spijkerbroek, een corduroy spijkerjasje en hoge leren schoenen of laarzen. Zij werden liever "progressieveling" genoemd.

## Muziek

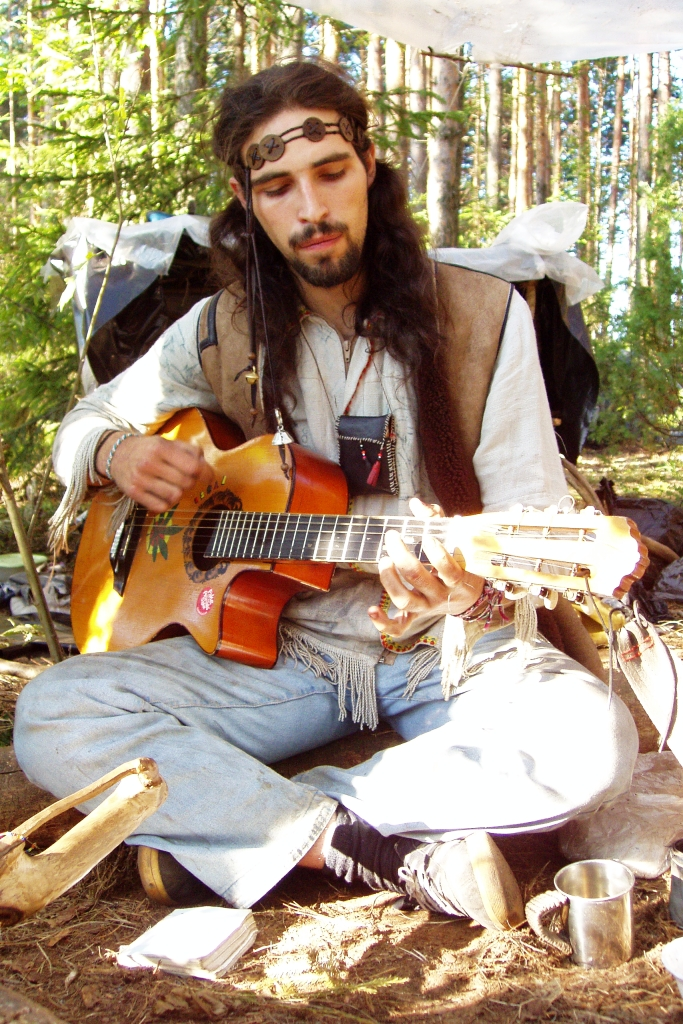
Gitaar spelende Russische 'neo-hippie' (2005)

Muziek was in de hippiecultuur een belangrijk element. Behalve dat de hippies constateerden dat protestliederen uitstekend gebruikt konden worden om zich te distantiëren van de rest van de maatschappij, gingen hippies ervan uit dat de sfeer die muziek schept, mensen samen kan brengen. Zo organiseerden zij in 1969 onder het motto '3 days of peace and music' het bekende "hippie" Woodstock-muziekfestival, waar meer dan 400.000 mensen voor drie dagen samen kwamen, zonder dat er vechtpartijen uitbraken. Hiervan is in 1970 een documentaire (film)  gemaakt die werd geregistreerd door Michael Wadleigh. Ook het eerdere popfestival in Monterey, gehouden in de zogenaamde Summer of Love (1967) werd later gezien als een beroemde "Hippiehappening". In Nederland had het Holland Pop Festival in het Rotterdamse Kralingen in juni 1970 eenzelfde status, in het Verenigd Koninkrijk het Isle of Wight Festival.
Vele muzikanten brachten albums of nummers uit die tot de hippiemuziek worden gerekend. De hele muzikale productie van artiesten zoals Donovan, Jefferson Airplane, en in Nederland Armand, kan hiertoe worden gerekend. Andere artiesten zoals de Beatles en Boudewijn de Groot, maakten een enkel album in het teken van de hippiecultuur. De release van Sgt. Pepper's Lonely Hearts Club Band (1967) van The Beatles wordt weleens als het beginpunt van de flowerpower of hippiecultuur beschouwd. Bij Boudewijn de Groot betreft het het album Picknick. Ten slotte waren er muzikanten die bekend werden door een enkel hippienummer, zoals Scott McKenzie met San Francisco (Be Sure to Wear Flowers in Your Hair) en de Flower Pot Men met het nummer Let's Go to San Francisco.
Veel in het begin onbekende popgroepen die eertijds enthousiast meededen met de flowerpower gingen op de commerciële toer als ze eenmaal de aandacht van de grote platenmaatschappijen hadden.

## Hoogtepunten
John Lennon en Yoko Ono organiseerden in maart 1969 een bed-in in Hilton-hotels in Montreal en Amsterdam. Al eerder waren er in het Golden Gate Park in San Francisco tijdens de flowerpower-tijd Teach-Ins, Love-Ins en Sit-Ins georganiseerd, bedoeld om onder invloed van geestverruimende middelen als LSD gezamenlijk te trippen. Ook in Amsterdam (zie verder naar onder) gebeurde dat.
Bekende hippie-films zijn: Blowup en Easy Rider. Films naar musicals, vaak later gemaakt, zijn: Godspell, Hair, Oh Calcutta en Taking Woodstock.
Een voorbeeld van een hippieplaats (een plaats waar veel hippies bij elkaar komen) was allereerst de bakermat van de flowerpower: San Francisco in de Verenigde Staten. Later kwam daar New York bij. Maar ook in andere delen van de wereld waren er zulke plaatsen. Amsterdam was wegens het tolerante klimaat (zie ook coffeeshops) een geliefd verzamelpunt en was zelfs enige tijd de hippie-hoofdstad van Europa, met Damslapers en het Vondelpark als magisch centrum. Maar ook een afgelegen plaats als Dahab in Egypte kreeg eenzelfde status. Dit ligt in de toen door Israël bezette Sinaï. De Magic bus bracht mensen voor een habbekrats naar de opiumvelden van Turkije, Libanon, Afghanistan, Pakistan en India. Bekende bestemmingen waren Goa in India en Kathmandu in Nepal. De reisroute van Europa over land naar India en Nepal staat internationaal bekend als de 'Hippie trail'.
Provo met hun happenings en het dansen rondom het beeldje Het lieverdje op het Amsterdamse Spui, en de Kabouters met hun Oranje Vrijstaat zijn Nederlandse fenomenen, ontleend aan het situationisme. Navolgers zoals autonomen en krakers stichtten hun Tijdelijke Autonome Zones.

## Verdere verloop
De beweging verliep aan het eind van de jaren zeventig van de 20e eeuw.
De meeste jongeren die zich er eerst mee verbonden kregen naarmate ze ouder werden andere interesses, pasten zich weer aan aan de 'burgermaatschappij' om carrière te maken, weer naar school te gaan enz., hoewel er nu nog steeds enkele, inmiddels vergrijsde en overjarige, diehard hippies zijn. Voorbeeld hiervan was Armand.
Begin jaren negentig was er een korte opleving van de hippie-beweging, onder invloed van het vallen van het IJzeren Gordijn, de populariteit van Grunge (zie ook Nirvana) en de opkomst van milieubewegingen. Deze neo-hippies waren vooral een modeverschijnsel.

## De erfenis van de hippies
De idealen van de flowerpower en de originele hippies hebben hun neerslag gevonden in veel New Age achtige leringen, sekten en richtingen. Ook is in de drijfveren van de milieubeweging, vooral bij Greenpeace, hun invloed te bespeuren. Verder in anarchistische experimenten als communale woonvormen en zelfvoorzienende gemeenschappen. Van de vele communes en woongemeenschappen gesticht door hippies in de jaren zestig en zeventig zijn er, op enkele succesvolle uitzonderingen na, niet veel levensvatbaar gebleken. Maar ook de ideologie achter vrije software in de informatica en bij experimenten met kleinschalige industrie en werkplaatsen (voorbeeld is De Kleine Aarde) is gedeeltelijk in het flowerpower gedachtegoed te vinden. De leidende figuren in deze activiteiten waren veelal in hun jeugd actieve hippies. In Nederland is veel gedachtegoed bij het linkse politieke spectrum te vinden zoals bij de SP, GroenLinks, Partij voor de Dieren en in mindere mate de PvdA en aanvankelijk ook bij D66.
Begin jaren negentig kende de tienermode in enkele Europese landen een korte hippieopleving. Dit beperkte zich vrijwel volledig tot de mode voor meisjes, en had geen filosofische of muzikale affiniteit met de jaren zeventig. Deze opleving werd zichtbaar in gebleekte jeans met olifantenpijpen, al dan niet gescheurd aan de knieën. Eventueel werd dit aangevuld met een soms wel 9 cm grote bloemvormige gesp (vage verwijzing naar flowerpower) net onder een blote navel. Ook hippie-achtige (oosterse) sieraden doken weer op. Deze opleving duurde twee à drie zomers, en betrof uitsluitend een fenomeen dat betrekking had op uiterlijk, niet op inhoud. Dit in tegenstelling tot de Psychedelic Trance scene, een vorm van elektronische dansmuziek die halverwege de jaren negentig ontstond te Goa in India, overwaaide naar de rest van de wereld en nu jong en oud samenbrengt op vele festivals en feesten die worden gekenmerkt door het in de scene gebruikte begrip "PLUR", oftewel Peace, Love, Unity, Respect. "Liquid Crystal Vision" en "Last Hippie Standing" zijn twee documentaires die deze beweging goed in beeld brengen.
Begin 2000 ontstond er in Amerika de nieuwe stijl Kandi, sommige dingen uit het Kandi zijn afgeleid van de hippies. Waaronder het motto: PLUR dat staat voor Peace Love Unity Respect.

## Trivia
- In de vierde eeuw v.C. gedroegen sommige filosofen (de cynici) zich zo atypisch in de Atheense samenleving, dat oudhistorici ze nu bestempelen als "hippies van de oudheid". Een beroemd voorbeeld van zo een cynicus is Diogenes van Sinope, die naar verluidt buiten in een groot vat sliep en door zijn stadsgenoten de bijnaam "kunikos" (hond) kreeg.